# Rose Gosling
Rose Gosling var en bermudiansk lärare och feminist. Hon spelade en ledande roll i kampanjen för kvinnlig rösträtt på Bermuda.
Hon var headmistress på Bermuda High School. 
Bermuda Woman’s Suffrage Society bildades 1923 med Rose Gosling som ordförande och Gladys Misick Morrell som sekreterare, och öppnade med sitt första möte i april samma år. 